# Fuirena quercina
Fuirena quercina là loài thực vật có hoa trong họ Cói. Loài này được Cherm. mô tả khoa học đầu tiên năm 1921 publ. 1922.